# Hochalmspitze
Hochalmspitze to szczyt w grupie górskiej Ankogelgruppe, w Wysokich Taurach w Centralnych Alpach Wschodnich. Leży w Austrii w kraju związkowym Karyntia. Jest to najwyższy szczyt w grupie Ankogelgruppe. Posiada cztery skaliste granie, a na zboczach pomiędzy nimi znajdują się lodowce: Lodowiec Winklkees na zachodzie, Lodowiec Großelendkees na północy, Lodowiec Hochalmkees na wschodzie i Lodowiec Trippkees na południu. Szczyt można zdobyć szlakami ze schronisk Gießener Hütte (2215 m n.p.m.), Gmünder oraz Osnabrücker (2026 m n.p.m.). Na wierzchołku znajduje się około 3-metrowej wysokości metalowy krzyż. 
Pierwszego wejścia, w 1859 r., dokonał Paul Grohmann.